# Торгово-промислова партія
Торго́во-промисло́ва па́ртія — партія крупної торгово-промислової і фінансової буржуазії, існувала з листопада 1905-го до кінця 1906 p., мала свій відділ у Києві. Займала ліберально-монархічну позицію, блокувалась із партією октябристів.